# Willy van de Kerkhof
Wilhelmus Antonius „Willy“ van de Kerkhof (* 16. September 1951 in Helmond) ist ein niederländischer ehemaliger Fußballspieler. Er spielte in der Eredivisie für den FC Twente aus Enschede und 15 Jahre für die PSV aus Eindhoven, mit der er mehrfach Niederländischer Meister und Pokalsieger wurde und sowohl den UEFA-Pokal als auch den Europapokal der Landesmeister gewann. Bei jeweils zwei Welt- und Europameisterschafts-Endrunden stand er gemeinsam mit seinem 30 Minuten jüngeren Zwillingsbruder René im Kader der niederländischen Nationalmannschaft und wurde zweimal Vizeweltmeister.

## Vereinskarriere

### FC Twente
Die Laufbahn Willy van de Kerkhofs ist eng mit Trainer Kees Rijvers verbunden. Rijvers entdeckte Willy und René van de Kerkhof beim Helmonder Amateurverein RKSV MULO. Eigentlich wollte er von den beiden Stürmern nur den jüngeren René verpflichten, doch Mutter van de Kerkhof bestand auf „beide oder keiner“, so dass die 18-jährigen Zwillinge zur Saison 1970/71 gemeinsam zum FC Twente nach Enschede gingen. Die 1500 Gulden Mehrkosten könne der Verein sich wohl leisten, meinte Rijvers. Drei Jahre später zahlte PSV 1,8 Millionen Gulden für die beiden.
Während René direkt in die erste Mannschaft des aufstrebenden Vereins – Twente war 1969 Dritter, 1970 Vierter der Eredivisie geworden – einstieg, musste Willy zunächst mit der zweiten Mannschaft vorliebnehmen. Van de Kerkhof vermutete, „dass Rijvers mich bewusst mit der ersten Elf trainieren und dann in der zweiten spielen ließ, um herauszufinden, ob ich auf mehreren Positionen spielen könne.“ Van de Kerkhof fand seinen Platz im Mittelfeld – ließ sich jedoch dort nie auf eine spezielle Rolle festlegen, sondern war im Angriff ebenso präsent wie in der Defensive, in der er keinen Ball verloren gab, was ihm letztlich seinen Spitznamen „Staubsauger“ einbrachte. Nur wenige Wochen dauerte es, bis er neben seinem Bruder sein Debüt in der Eredivisie gab und sich ebenfalls einen Stammplatz erspielte. Dank der Brüder van de Kerkhof, Stürmer Jan Jeuring, Torhüter Piet Schrijvers und seiner Abwehr um Epi Drost und Cees van Ierssel gelang es dem FC Twente, sich hinter den „großen drei“ Vereinen Ajax, PSV und Feijenoord zu etablieren. Schon in ihrer ersten Profisaison spielten die Kerkhof-Brüder international; im Messestädte-Pokal 1970/71 erreichte Twente das Viertelfinale gegen Juventus Turin. Mit dem dritten Platz in der Ehrendivision 1972 qualifizierten sich die Tukkers zum ersten Mal für den UEFA-Pokal, aus dem das Team sich erst nach dem Halbfinale mit zwei Niederlagen gegen Borussia Mönchengladbach verabschieden musste.
Trotz der Erfolge waren die van de Kerkhofs in Enschede noch Halbprofis. Willy van de Kerkhof hatte bereits in Helmond als Assistent der Betriebsleitung eines Lebensmittelgeschäfts gearbeitet. Während seiner Zeit beim FC Twente arbeitete er halbtags bei Albert Heijn im Enscheder Stadtteil Deppenbroek. Erst mit dem Wechsel zur PSV 1973 wurde er Vollprofi.

### PSV Eindhoven

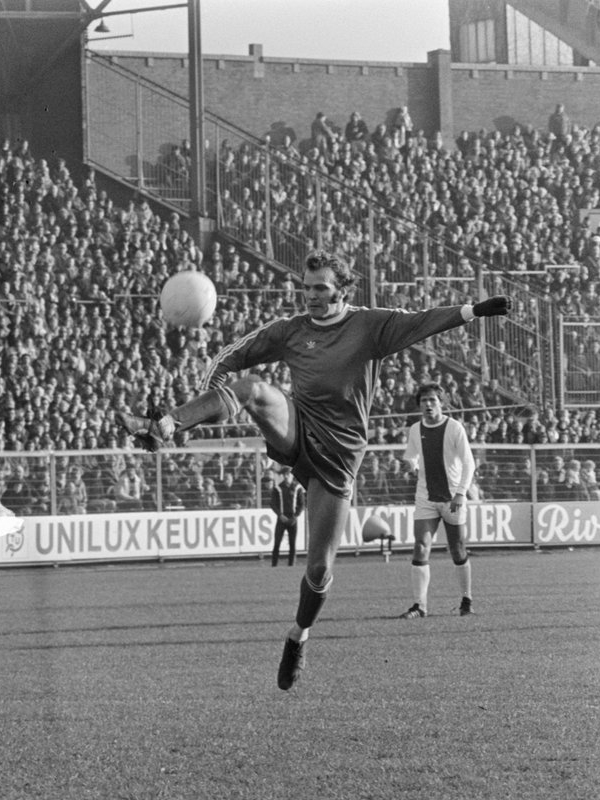
Willy van de Kerkhof als Spieler der PSV Eindhoven, 1977

Kees Rijvers war bereits 1972 als Trainer zur PSV nach Eindhoven gewechselt (Spitz Kohn hatte beim FC Twente das Amt übernommen); die Brüder van de Kerkhof folgten ihm ein Jahr später. Der Beginn zweier Arbeitsverhältnisse, die sich zu einer langjährigen Erfolgsgeschichte entwickeln sollten. Wie in seinen sechs Jahren in Enschede baute Rijvers auch in Eindhoven eine junge – und noch erfolgreichere – Mannschaft auf. Für Willy van de Kerkhof bedeutete das in den nächsten siebzehn Jahren, die er bei der PSV unter Vertrag stand (ab 1988 allerdings die letzten zwei Jahre bei den Amateuren): sechs Niederländische Meisterschaften, drei KNVB-Pokalsiege, ein UEFA-Pokalsieg und ein Gewinn des Europapokals der Landesmeister.

## Nationalmannschaft

### Amateure und Jugend
Die Van-de-Kerkhof-Zwillinge waren die letzten Nationalspieler, die es aus der niederländischen Amateurnationalmannschaft in die A-Nationalmannschaft schafften. Im Herbst 1969, als sie noch beim fünftklassigen MULO in Helmond aktiv waren, wurden sie in das Aufgebot für die Qualifikationsspiele zur Amateur-Europameisterschaft berufen. Am 25. Oktober 1969 gaben sie im Match in Wales ihr Debüt, damals noch beide als Stürmer, Willy auf der Rechtsaußenposition, René auf Linksaußen. Das Team erreichte die Endrunde in Italien, besiegte die jugoslawische Mannschaft in Forte dei Marmi mit 4:0 und musste im Finale gegen die spanische Vertretung antreten. Das Match endete nach Verlängerung mit einem 1:1-Remis; das Wiederholungsspiel verloren die Niederlande am folgenden Tage mit 1:2. Die jungen Spieler hofften, so erinnerte sich van de Kerkhof später, als Dank für den zweiten Platz das zwei Tage später im nahen Mailand stattfindende Europapokal-Finale zwischen Feijenoord und dem Celtic FC besuchen zu dürfen, doch der KNVB ordnete die Heimreise für den nächsten Tag an.
Nach ihren guten Leistungen bei den Amateuren sollten die Zwillinge auch in der Juniorennationalmannschaft spielen, die wenige Wochen später zum UEFA-Juniorenturnier antreten sollte. René entschied sich, mit nach Schottland zu fahren, wo das Team ebenfalls den zweiten Platz erreichte (nach Losentscheid im Finale gegen die DDR-Auswahl); Willy dagegen war der Verein näher, der zur selben Zeit um den Aufstieg in die Tweede klasse kämpfte. Später spielten die van de Kerkhofs noch gemeinsam bei den Junioren; zu ihren Mitspielern gehörten schon zu dieser Zeit ihre späteren Wegbegleiter in der A-Elf, Johan Neeskens, Wim Rijsbergen und Johnny Rep.

### A-Nationalmannschaft
Willy van de Kerkhof absolvierte nach dem „Aufstieg“ in die A-Elf insgesamt 63 Länderspiele, erzielte fünf Tore. Dabei gehörte er zweimal zum WM-Kader der Niederländer, beide Male wurde Oranje Vizeweltmeister. Während Willy van de Kerkhof in Deutschland 1974 im Gegensatz zu seinem Bruder René nicht zum Einsatz kam – er hatte zuvor erst eine einzige Länderspiel-Halbzeit absolviert, kurz vor der WM am 5. Juni 1974 beim 0:0 im Test gegen Rumänien, und kam nur als Nachrücker für den verletzten Gerrie Mühren ins Aufgebot – gehörten beide Zwillinge 1978 in Argentinien zur Stammformation und standen in allen sieben Spielen auf dem Platz. Beide Brüder erzielten je ein Tor. Ihr erstes „großes“ Turnier war zuvor die EM 1976 gewesen, bei der die Endrunde in Jugoslawien allerdings erst mit dem Halbfinale begann; die favorisierten Niederländer mussten danach mit dem Spiel um Platz drei vorliebnehmen, in dem Willy van de Kerkhof beim 3:2-Sieg über die Gastgeber sein erstes Tor im Oranje-Dress erzielte.
Bei der Europameisterschaft 1980 in Italien war für das niederländische Ausscheiden das Duell Willy van de Kerkhofs mit seinem direkten Gegenspieler Bernd Schuster im Spiel gegen die deutsche Elf einer der entscheidenden Faktoren. Van de Kerkhof, mittlerweile fast 30 Jahre alt, bekam den 20-jährigen Mittelfeldregisseur in diesem Match nicht in den Griff. Schuster bereitete zwei der drei Treffer von Klaus Allofs vor. Auch wenn die Niederlande durch ein Elfmetertor von Johnny Rep und den fünften und letzten Länderspieltreffer Willy van de Kerkhofs in den letzten zehn Spielminuten noch auf 2:3 herankamen, war der deutsche Sieg nie in Gefahr. Da das letzte Gruppenspiel einer offenbar lustlosen niederländischen Mannschaft gegen die ČSSR unentschieden endete, war die EM für das Team von Bondscoach Jan Zwartkruis beendet.
Unter den Nachfolgern Zwartkruis’, seinem langjährigen Vereinstrainer Kees Rijvers und anschließend Leo Beenhakker, gehörte Willy van de Kerkhof noch weiterhin zum Stammpersonal der Nationalmannschaft. Nach der verpassten Qualifikation zur WM 1986 – Willy van de Kerkhof hatte seinen letzten Einsatz im ersten Relegationsspiel gegen Belgien, konnte im Rückspiel aber nur von der Bank aus zuschauen, wie sein Team aufgrund des Auswärtstreffers der Belgier ausschied – beendete er Ende 1985 nach elfeinhalb Jahren seine Karriere in der Elftal.

## Erfolge und Ehrungen
- Niederländischer Meister (6): 1974/75, 1975/76, 1977/78, 1985/86, 1986/87, 1987/88
- Niederländischer Pokalsieger (3): 1974, 1976, 1988
- UEFA-Pokal: 1977/78
- Europapokal der Landesmeister: 1987/88

- Weltmeisterschaften: Zweiter WM 1974 (ohne Einsatz), Zweiter WM 1978 (7 Spiele / 1 Tor)
- Europameisterschaft: Dritter EM 1976 (2 Spiele / 1 Tor)

- Von Pelé wurde Willy van de Kerkhof, auch hier gemeinsam mit René, im März 2004 in die Liste der FIFA 100 aufgenommen, der 125 besten noch lebenden Fußballspieler.

## Privates
Van de Kerkhofs Tochter Joyce ist mit dem ehemaligen niederländischen Nationalspieler André Ooijer verheiratet.